# Sellacoxa pauli
Sellacoxa pauli es la única especie conocida del género extinto Sellacoxa (“cadera en silla turca”) es un género de dinosaurio ornitópodo Iguanodóntido, que vivió a principios del período Cretácico, hace aproximadamente 140 millones de años, en el Valanginiense, en lo que hoy es Europa.
Identificados a partir de un ilion, pubis, isquion derecho casi completos, y trece vértebras dorsales posteriores articuladas y sacrales. El holotipo, BMNH R 3788, encontrado en mayo de 1873 por John Hopkinso en la antigua cantera Rugido, en Silverhill, cerca de Hastings, de la parte inferior de  la Arcilla Wadhurst de Sussex del este, Inglaterra, David Norman en 2010 lo consideró un ejemplar de Barilium . Posteriormente ese mismo año Kenneth Carpenter y Yusuke Ishida lo erigieron como espécimen tipo de una nueva especie a la que llamaron  Sellacoxa pauli. El nombre del género significa "silla turca", silla, + "caderas", coxa, en latín en referencia a la forma de montura del ilion, y los honores del nombre específico son para Gregory S. Paul debido a su reconocimiento de que la diversidad de los iguanodóntidos europeos es superior a lo previsto.